# Androgino
Con androgino si intende una persona che presenta la combinazione di elementi o caratteristiche maschili e femminili contemporaneamente. Tale ambiguità di genere può condizionare lo stile di vita dell'individuo.
La parola non è utilizzata in ambito scientifico e non fa in alcun modo riferimento alle modalità di riproduzione o all'orientamento sessuale; viene invece usata per indicare in un individuo la coesistenza di aspetti esteriori, sembianze o comportamenti propri di entrambi i sessi.

Va precisato che in campo scientifico si usano i termini ermafrodito o ermafrodita, in alternativa a intersessuale e bisessuato, per indicare un essere umano che può presentare contemporaneamente organi sessuali femminili o maschili ben definiti, altrimenti una condizione intermedia fra i due generi sessuali, con uno dei due organi più maturo dell’altro.

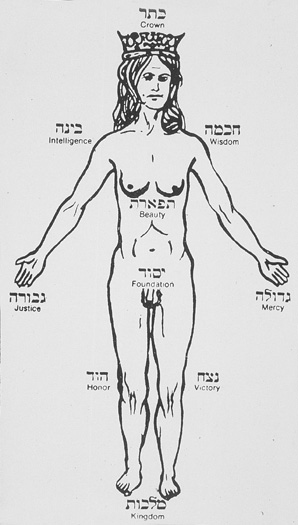
Adam Qadmon, l'uomo delle origini

## Etimologia e definizioni
Il termine androgynus deriva dal greco antico: ἀνδρόγυνος?, a sua volta da ἀνήρ, anḕr ("uomo") e γυνή, gynḗ ("donna"); secondo il mito che lo riguarda è un individuo che partecipa della natura di entrambi i sessi.
A volte androgino è un termine che viene impropriamente usato nel linguaggio moderno come sinonimo di intersessuale o ermafrodito. Questi ultimi due termini in biologia, in zoologia e in botanica, indicano la copresenza in un individuo di apparati e caratteri sessuali maschili e femminili che producono comportamenti differenti a seconda delle specie in cui si manifestano e la modalità riproduttiva tipica delle specie interessate. L'organizzazione riproduttiva delle lumache e delle ostriche, per esempio, si definisce ermafroditismo (fa riferimento al concetto biologico d'intersessualità fisica) e non "androginia".

### Identità di genere
In termini d'identità di genere, per quanto riguarda gli esseri umani, androgino è una persona che non si adatta perfettamente ai tipici ruoli di genere di mascolinità-femminilità della società all'interno di cui vive; per descrivere sé stesso l'androgino può anche utilizzare i termini "ambigender" o "polygender". Molti androgini si descrivono come essere mentalmente a metà strada fra uomo e donna, ma possono anche identificarsi come agender ovvero privi di genere d'appartenenza, o tra i generi, di genere neutro, genderqueer, multigender, intergendered, pangender o genderfluid.

### Ruoli di genere
Secondo la psicologa statunitense Sandra Bem - nota per il suo lavoro pionieristico nel campo degli studi di genere, polarizzazione di genere e androginia - uomini e donne androgini sono più flessibili, quindi meno radicati nella concezione mentale che vuole una netta separazione tra i poli maschile e femminile.

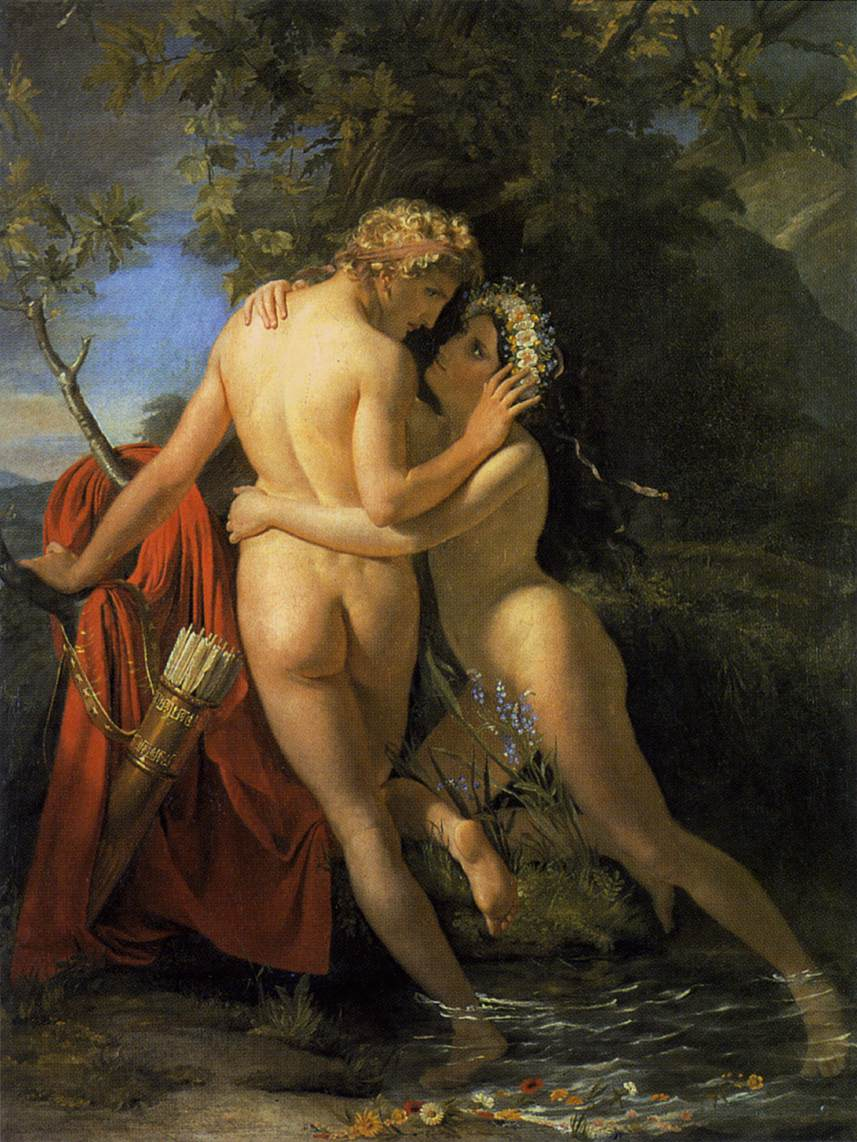
Ermafrodito e la ninfa Salmace un attimo prima di fondersi. François-Joseph Navez (1829)

## Nell'antichità
La figura dell'Androgino quale formulazione arcaica della coesistenza di tutti gli attributi, compresi quindi anche quelli sessuali, nell'unità divina e nell'uomo perfetto delle origini secondo Mircea Eliade raffigura la coincidentia oppositorum, la perfetta unione dei contrari: in una varietà di miti cosmogonici compare l'essere unico androginico, esistente prima della separazione delle cose. Nell'area culturale occidentale l'esempio più famoso di tal concezione è il mito che Platone fa raccontare al commediografo Aristofane nel Simposio.

### Mito
Come detto, nella cultura europea la figura dell'androgino entra con la descrizione che ne fa il filosofo Platone nel suo Simposio: ed è Aristofane, nel dialogo, che narra di questo terzo genere, non figlio del Sole come gli uomini, non figlio della Terra come le donne, ma figlio della Luna, che della natura di entrambi partecipa. Il mito racconta che la completezza autosufficiente rese gli umani così arroganti da immaginare di dare la scalata all'Olimpo, e Zeus (non volendo distruggerli per non privare l'Olimpo dei loro sacrifici) separò ciascuno di loro in due metà, riducendo gli androgini a solo maschio e solo femmina.

Nel mito dell’androgino Platone racconta che gli umani, una volta, erano divisi in tre sessi: maschi, femmine e androgini. E gli androgini erano sia maschi, sia femmine. Questi esseri avevano quattro gambe, quattro mani e due teste. Erano talmente potenti che gli Dèi si preoccuparono e li tagliarono in due. E allora gli androgini andavano alla ricerca della propria metà, i maschi cercavano la parte femminile e viceversa. I maschi che cercavano la parte maschile e le femmine che cercavano la parte femminile erano gli omosessuali.
La concezione di Aristofane e Platone si ritroverà nei teosofi del neoplatonismo e del neopitagorismo, ma anche in molte sette dello gnosticismo cristiano, oltre che nella gnosi ebraica, nella Qabbalah e nell'Alchimia, attraversando il Rinascimento e il Romanticismo: vi era una perfetta unità primitiva dell'essere umano, andata poi perduta.
Di forme diverse da quelle platoniche ha Adamo androgino della gnosi ebraica: Adamo ed Eva erano stati creati schiena contro schiena e uniti per le spalle; poi il Signore li separò con un colpo d'ascia dividendoli in due. Altri pareri vogliono invece che Adamo fosse maschio nella parte destra e femmina in quella sinistra, ma Dio lo divise in due metà.
Quella che Elémire Zolla chiama "l'umana nostalgia dell'interezza", mai placata, è la radice e in qualche modo la costrizione all'amore («alla brama e all'inseguimento dell'interezza, ebbene, tocca il nome di amore»).

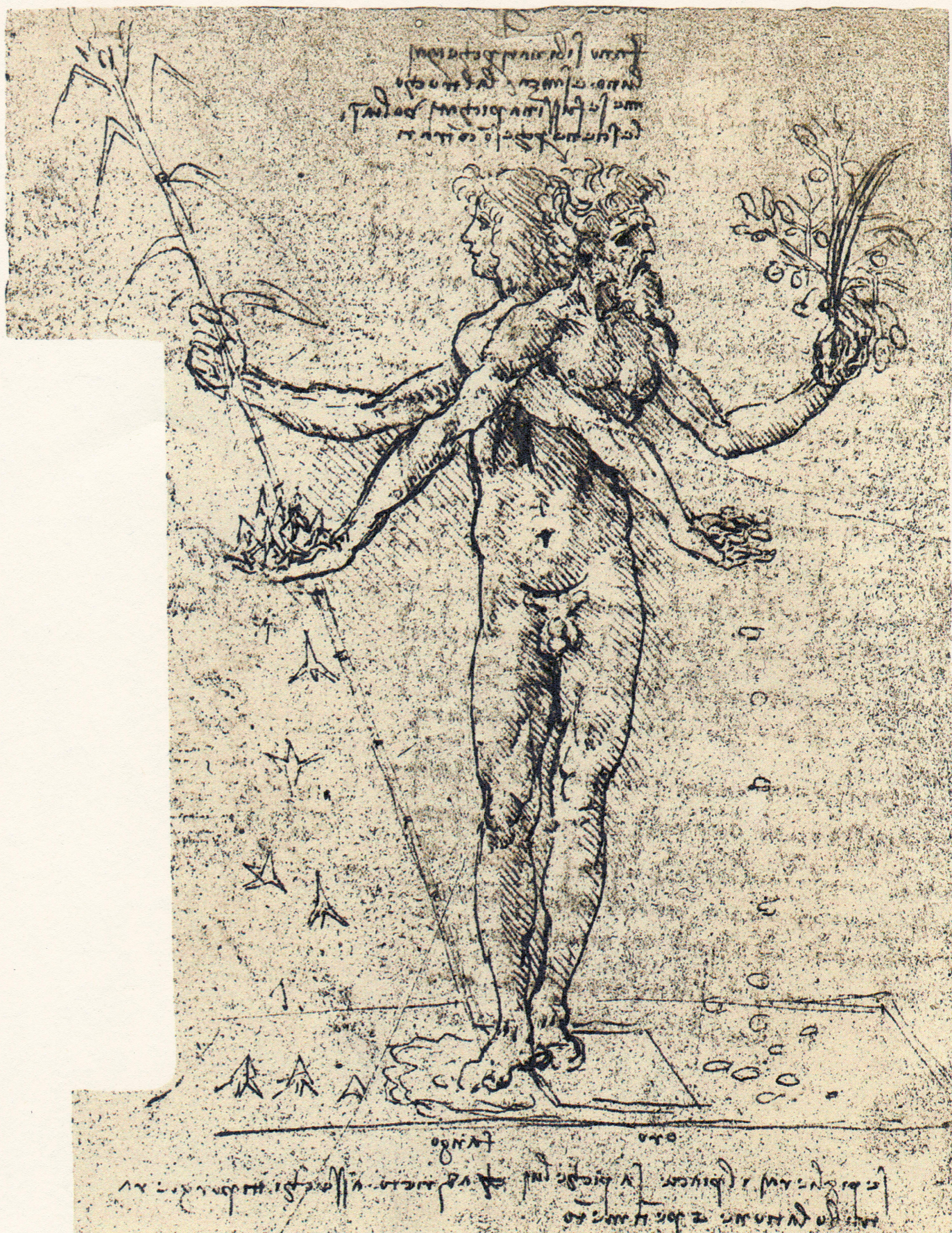
Disegno dell'androgino di Leonardo da Vinci

### L'androgino come archetipo
In Occidente il racconto platonico, la sua persistenza e il suo riuso in culture successive come l'alchimia segnalano nell'androgino l'archetipo della coincidentia oppositorum,  coincidenza e superamento.
La potenza dell'archetipo fa sì che esso continui a percorrere sotterraneamente tutti i sistemi mitologici che si avvicendano: le divinità cambiano nome, ma segni ed emblemi trascorrono da una all'altra, collegandole:
- Dioniso, che per essere uno degli dei più antichi del Pantheon greco è tra quelli più ricchi, dal punto di vista archetipico, è spesso rappresentato in forma androgina, e ha tra i suoi emblemi la pigna, frutto ermafrodita della specie forse più nota e diffusa nel Mediterraneo.
- androgino è anche Tiresia, il veggente cieco dell'Odissea, divenuto donna per sette anni, dice il mito, per avere assistito al congiungimento di due serpenti sacri (e sappiamo da Delfi come il serpente sia uno dei più antichi simboli delle divinità ctonie, e come, nella forma di Ouroboros - circolare come quella dell'androgino, appunto - rappresenti il globo universale, il tutto, la completezza).

### L'androgino nelle religioni
I popoli dell'antichità facevano una netta differenza tra ciò che Mircea Eliade chiama l'"ermafrodito concreto" e l'"androgino rituale". Un neonato che presentasse segni di ermafroditismo era considerato dalla famiglia un segno della collera degli dei, e immediatamente eliminato, come accadeva per tutti i neonati gravemente imperfetti.
La sua unica speranza di scampo, soggettivamente, era di essere accolto nell'ordine del sacro, come vivente rappresentazione della coincidenza degli opposti e figura che riuniva in sé la potenza magica e religiosa di entrambi i sessi, di cui acquisiva i poteri attraverso pratiche rituali. La principale di queste pratiche era il travestimento (il che rende evidente che non era necessario un ermafrodito concreto, per agire il rito).
Ancora oggi, in India, gli ermafroditi sono dei fuori casta, e tuttavia hanno una propria collocazione sociale precisissima: la benedizione degli eunuchi è molto richiesta, ben pagata, e considerata quasi indispensabile ed eccezionalmente efficace in ogni cerimonia: può cacciare gli spiriti malvagi, rendere fertile una donna, dare un buon augurio ai novelli sposi, assicurare alla coppia un figlio maschio. Nella metafisica induista la polarità maschile rappresentata da Śiva, e quella femminile rappresentata da Shakti hanno bisogno, per fondersi, di Ardhanarishvara, l'androgino.
In altre culture, l'androginia è connessa allo sciamanesimo e a riti iniziatici.
Le divinità della fertilità cosmica sono in massima parte androgini, oppure sono femmine un anno e maschi l'anno dopo (per esempio lo "Spirito della Foresta" degli Estoni). La maggioranza degli dei della vegetazione (Attis, Adone, Dioniso) e delle Grandi Madri (come Cibele) sono bisessuati. Tracce di androginia sono presenti nelle divinità scandinave: Odino, Loki, Tuisto, Nerthus, ecc. Il dio iranico del tempo illimitato, Zervan, è androgino e lo è pure un'antica divinità cinese del sole e dell'oscurità. L'androginia ha il significato di esprimere la coesistenza dei contrari, dei principi cosmologici in seno alla divinità.

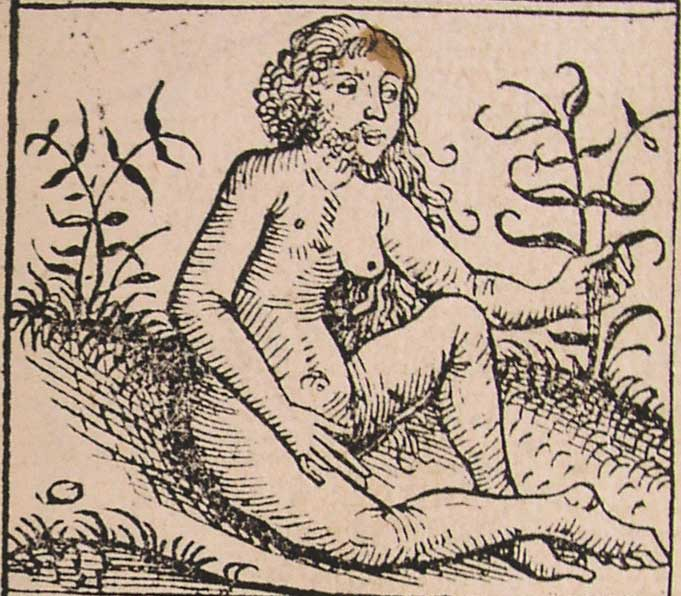
Rappresentazione medioevale dell'androgino (XII secolo)

## L'androgino moderno
Non va mai dimenticato che l'immaginario legato all'androginia mira alla completezza e all'integrazione, non solo sul piano religioso o mistico, ma anche su quello psicologico e dell'immagine. Il risultato è talvolta ambiguo, ma il bisogno è reale, e perdura nel tempo e nelle culture. Nutriti di neoplatonismo e di studi alchemici, gli uomini dell'Umanesimo e del Rinascimento fecero gran conto della figura dell'androgino.
L'androgino riemerse poi nello spiritualismo mistico che fece da contraltare all'illuminismo a partire dal Settecento, esplodendo poi nel romanticismo, direttamente riferito alla filosofia alchemica. Basti pensare al mondo visionario di William Blake, o al romanzo Séraphîta di Honoré de Balzac; quest'ultimo incentrato proprio sulla figura d'un personaggio androgino i cui caratteri son stati direttamente ripresi dalle teorie filosofico-mistiche di Emanuel Swedenborg.

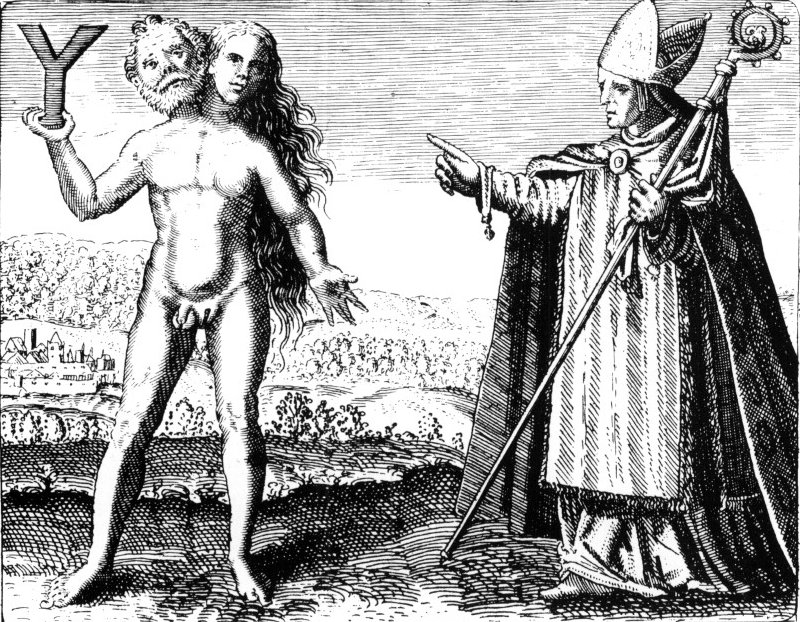
L'androgino alchemico, da un testo di Michael Maier intitolato Symbola Aureae Mensae (1617).

### Psicologia
Altri fattori che stanno all'origine del tema dell'androgino sono per esempio la presenza in natura di esseri dal "sesso indeciso", bisessuati e, nelle varie culture, di tutta la gamma degli stati intersessuali: la loro presenza pone un problema, richiede delle spiegazioni come la richiede l'irriducibile presenza dei due sessi. In particolare nei riti di passaggio è usuale dare largo spazio alla bisessualità; travestimenti in cui un sesso assume le sembianze dell'altro, fino all'operazione detta di sub-incisione per cui il maschio viene simbolicamente dotato dei genitali di entrambi i sessi.
Anche le cerimonie d'iniziazione, i riti funebri e le feste dei culti della fertilità, i riti agrari fino a giungere al Carnevale, contribuiscono tutti a invertire provvisoriamente i sessi. Possedere per sé entrambi i sessi è una fantasia ricorrente, dai sogni ai racconti del folklore, esiste nelle creazioni artistiche e negli studi alchemici.
Anima e animus, cioè l'essere umano si trova a essere contemporaneamente duplice, oscillante tra le due forze polari di una totalità la quale cerca di ricostituirsi. Carl Gustav Jung, il fondatore della psicologia analitica, presenta nelle sue opere con particolare insistenza il tema dell'androgino: il Sé-Selbst presuppone la coesistenza di animus (maschile nella donna) e anima (femminile nell'uomo). In "Psicologia del transfert" Jung passa in rassegna tutta una serie di simboli alchemici in cui l'alchimista cerca di ridurre il due a uno, attraverso innumerevoli procedure: il lapis o pietra filosofale, che ottiene il rebis (res bis, «cosa doppia»), e l'homunculus sono androgini. Da qui l'autore giunge anche all'idea di androginia di Cristo, l'anima Christi che vive nel corpus mysticum della Chiesa.
Per Georg Groddeck, come narra nel suo Il libro dell'Es, esistono persone che possiedono un Es il quale a volte non è ben cosciente se è maschio o femmina.

San Giovanni Battista di Leonardo da Vinci

Per Sigmund Freud invece un certo grado di "ermafroditismo fisico si può trovare in larga parte indipendente da quello psichico" e la constatazione che "in tutte le persone è possibile rintracciare un grado assai considerevole di omosessualità latente o inconscia" (Opere, vol, IX pagg. 148 e 165). Ma l'androgino, che contiene certo qualche elemento di omosessualità, è più che altro un "fantasma sessuale" o asessuato; rappresentazione ricorrente in molteplici forme nella storia umana.
Nel saggio del 1910 intitolato "Un ricordo d'infanzia di Leonardo da Vinci" nota come nelle opere della maturità di Leonardo da Vinci le figure androgine sono tutti "giovani di bell'aspetto, di una delicatezza femminea, dalle forme effeminate; non abbassano gli occhi ma guardano in modo misteriosamente trionfante, quasi sapessero di una grande felicità vittoriosa della quale è obbligo tacere. Il familiare sorriso ammaliatore fa sospettare un segreto d'amore".

### Letteratura
La modernità dispone, abbiamo visto, del recupero degli archetipi nella psicologia analitica junghiana e inoltre di saggi o trattati, ma anche romanzi, sull'androgino. Fra questi ultimi si vedano:
- Orlando, di Virginia Woolf;
- Petrolio (romanzo), di Pier Paolo Pasolini (incompiuto);
- Creatura di sabbia, di Tahar Ben Jelloun;
- Séraphîta di Balzac: Seraphitus-Séraphìta, amato da Minna come un uomo e da Wildfred come una donna, viene rappresentato come umano perfetto che simboleggia la perfezione dell'essere;
- Il Golem (romanzo) di Gustav Meyrink.

Per tutto il XIX secolo l'androgino è largamente presente. Johann Wilhelm Ritter, di professione fisico e chimico e amico di Novalis, rivalorizza teoricamente l'androgino quale uomo perfetto dell'avvenire, ciò probabilmente sulla scia di Jakob Böhme. Nel 1829 Henry de Latouche con "Fragoletta" e nel 1835 Honoré de Balzac con Séraphîta la figura androginica così cara alla mistica s'incarna compiutamente in personaggio letterario. Il nome di Seraphita dato da Balzac al suo androgino è un evidente richiamo ai serafini, la più alta gerarchia angelica e la più ardente d'amore divino: quest'essere, dice l'autore, aveva lo strano potere d'apparire sotto due forme distinte, di donna agli uomini e di uomo alle donne.
In seguito, conformemente ai dettami del decadentismo, il sesso androgino diviene sesso artistico per eccellenza; Joséphin Péladan, una sorta di scrittore-mago, dedica a esso molti volumi della sua ponderosa opera: considera l'androgino trovarsi nel punto più alto dell'espressione amorosa, e conclude che androgino per essere ugualmente Tristano e Isotta (Teoria amorosa dell'androgine).
Nella prima metà del '900 il mito compare nella Terra desolata (1922) di Thomas Eliot nella persona di Tiresia; nel L'uomo senza qualità (1930-33) di Robert Musil invece pervade da cima a fondo l'amore (forse incestuoso) tra fratello e sorella dei due protagonisti, Ulrich e Agathe. Fin da bambino il ragazzo aveva desiderato di essere una fanciullina: "A quel tempo ne sapeva così poco di uomo e donna che a cosa non gli pareva del tutto impossibile" (Vol. II, pag. 29). Un giorno d'improvviso Agathe domanda al fratello se questi conosca il mito che Platone riporta: "Adesso le disgraziate metà fanno ogni sorta di sciocchezze per ricongiungersi... ma non vi riescono, ché nessuno sa qual è, fra le tante che vanno attorno, la metà che gli manca. Ne agguanta una che gli par quella giusta... Se ne è nato un bimbo, le due metà credono di essersi fuse nel figlio; ma invece non è che una terza metà... Così l'umanità continua a dimezzarsi" (Vol. II, pag. 272, ecc.).

### L'androginia tra XX e XXI secolo
L'immagine contemporanea dell'androgino s'impernia soprattutto su figure femminili: dai preraffaelliti a Klimt, da Greta Garbo e Marlene Dietrich a Sarah Bernhardt, alla popolare indossatrice Twiggy o a personaggi italiani come Rita Pavone che fu addirittura scritturata per interpretare il ruolo maschile di Gian Burrasca, e, di recente, come l'attrice Katherine Moennig.
Nell'immagine maschile, appena superata l'adolescenza, l'estetica dell'androgino mette in risalto soprattutto l'effetto travestimento, e il risultato non sembra più alludere alla completezza, ma piuttosto al doppio mancante. Tuttavia in questo versante maschile si può citare l'ex attore Jaye Davidson, il cantante Bill Kaulitz, il cantante rock David Bowie che negli anni settanta impersonò l'alieno ambiguo e androgino Ziggy Stardust, uno dei suoi personaggi di maggiore successo, che contribuì a farlo entrare nell'olimpo del rock. Un altro esempio di androginia è stata successivamente la modella Andreja Pejić, la quale, prima del suo adeguamento di genere, sfilava con successo sia in abbigliamento maschile sia femminile.
Certe persone rivendicano l'androginia come identità di genere, cioè per una persona che non si sente né totalmente uomo, né donna, ma qualcosa fra i due, con una mescolanza di caratteristiche tradizionalmente maschili o femminili.
Anche in altre culture vi sono androgini moderni. Per esempio nella musica giapponese lo stile estetico dei musicisti della corrente visual kei si basa su una immagine prettamente androgina; tra questi vi sono Moi Dix Mois, X Japan, Dir en Grey, Miyavi. Mana, oltre a essere un musicista di spicco con i Malice Mizer, è anche uno stilista molto rinomato per le sue influenze sulla Gothic Lolita, una moda giapponese molto in voga tra le teenager.
Ci sono anche personaggi di fantasia androgini o comunque caratterizzati da un aspetto femmineo in molti anime, manga e videogiochi, come Grifis/Griffith in Berserk, Jasdebi in D.Gray-man, Leo in Tekken 6, Deidara e Haku in Naruto, o Karuto della Brigata Fantasma, Neferupito delle Formichimere, Kurapika in Hunter × Hunter, e Fisheye in Sailor Moon. Hideyoshi Kinoshita è un esempio lampante di androginia nel manga Baka To Test uscito per Shoukanjuu Ni'; così come l'homunculus Envy in Fullmetal Alchemist.
Degna di nota è la corrente di pensiero presente nel manga e anime One Piece, l'Okama Way, i cui membri vestono con abiti del sesso opposto e adottano una mentalità assimilabile a quella androgina, abbandonando il modo di pensare di entrambi i sessi, come dichiarato esplicitamente da Mr. 2 Von Clay. È interessante notare come anche Rip van Winkle, uno dei personaggi secondari del manga Hellsing, abbia i tratti somatici notevolmente androgini (più evidenti nell'anime che nel manga), così come Aramis in D'Artagnan e i moschettieri del re e infine anche Astolfo in Fate/Apocrypha. è Androgino anche Angel Dust, il Demone Ragno e Pornostar della Serie TV Americana Hazbin Hotel.